# Ctenuchidia
Genre
Ctenuchidia est un genre de lépidoptères (papillons) de la famille des Erebidae et de la sous-famille des Arctiinae.

## Liste des espèces
Selon FUNET Tree of Life (30 octobre 2020) :
- Ctenuchidia agrius (Fabricius, 1781)
- Ctenuchidia butus (Fabricius, 1787)
- Ctenuchidia fulvibasis Hering, 1925
- Ctenuchidia gundlachia (Schaus, 1904)
- Ctenuchidia interrupta Hering, 1925
- Ctenuchidia subcyanea (Walker, 1854)
- Ctenuchidia virginalis Forbes, 1930
- Ctenuchidia virgo (Herrich-Schäffer, 1855)